# Don't Let Me Down
"Don't Let Me Down" é uma música do grupo britânico The Beatles gravada em 1969 durante as sessões de gravação do álbum Let It Be, composta por John Lennon (com Billy Preston no teclado e no órgão). Foi uma das músicas executadas no show realizado no telhado da gravadora Apple.

## Composição
Escrita por Lennon como uma canção de amor angustiada para Yoko Ono, foi interpretado por Paul McCartney como um "apelo genuíno", com Lennon dizendo para Ono: "Eu estou realmente saindo da linha nisto aqui. Realmente apenas deixando minha vulnerabilidade ser vista, então você não deve me decepcionar".

## Recepção
Richie Unterberger, do AllMusic, a chamou de "uma das canções de amor mais poderosas dos Beatles", Stephen Thomas Erlewine, também do AllMusic, a descreveu como "de partir o coração", enquanto Roy Carr e Tony Tyler a chamaram de "uma bem moderada do especialista em angústia J. W. O. Lennon, MBE. E ainda é uma das mais subestimadas entre os pontos fracos dos Beatles". O autor Ian MacDonald elogiou "Don't Let Me Down" e declarou que "esta faixa compete com 'Come Together' como uma das melhores dos últimos discos dos Beatles composta por Lennon".

## Créditos
- John Lennon – vocal, guitarra rítmica
- Paul McCartney – baixo, harmonia vocal
- George Harrison – guitarra solo, vocal de apoio
- Ringo Starr – bateria
- Billy Preston – piano elétrico

De acordo com Ian MacDonald
Nenhum produtor foi creditado no lançamento do single devido aos "papéis confusos de George Martin e Glyn Johns". Entretanto, Martin recebeu o crédito no encarte da coletânea 1967–1970.

## Posição nas paradas musicais
| Parada (1969)                      | Melhor posição |
| ---------------------------------- | -------------- |
| Estados Unidos (Billboard Hot 100) | 35             |